# Caius Plinius Caecilius Secundus
Ifjabb Plinius, teljes nevén Caius Plinius Caecilius Secundus, születési nevén Caius Plinius Caecilius Cilo (Kr. u. 61 vagy 62 – Kr. u. 113 körül) 1–2. századi római író. Elsősorban a fennmaradt levélgyűjteményéről (Epistulae), illetve Traianushoz írt dicsőítéséről híres.

## Élete
Caius Plinius Caecilius Secundus Kr. u. 61-ben, vagy 62-ben látta meg a napvilágot Comum városában. Apja halála után anyai nagybátyja, az idősebb Plinius nevelte, aki végrendeletében örökbe is fogadta. Ifjabb Plinius jó nevelést kapott, mesterei között ott találjuk Quintilianust is. Római polgárhoz illően közéleti pályára lépett, előbb ügyvéd, majd katonai tribunus volt Syriában. 100-ban kinevezett consul (consul suffectus), majd a 110-es évek elején legatus lett Bithüniában.
Úgy tűnik, hogy irodalomszervező tevékenységet is kifejtett. Barátai között találjuk Tacitust, Suetoniust, illetve Martialist.
Művei közül fennmaradtak a Traianus császárhoz írt dicsőítő beszéde (Panegyricus), valamint egy tíz kötetből álló levélgyűjtemény. A Traianus császárral folytatott levelezését a X. kötet tartalmazza.

## Művei

### Levelek
A levelek nem fiktív levelek: valós személyekhez szólnak, és gyakran konkrét élethelyzetekből indulnak ki, illetve ezekre reflektálnak. A levelek irodalmi megformálása azonban arra utal, hogy ifjabb Plinius válogatott a tényleges levelezéséből, esetleg át is dolgozott egyes korábbi epistulákat. Plinius valószínűleg saját irodalmi programját valósította meg. Eszményképe valószínűleg Cicero lehetett.
A levél, mint irodalmi műfaj viszonylag későn jelentkezett az antikvitásban. Michael von Albrecht Plinius leveleit Horatius epistulái oldalhajtásainak tartja, és megjegyzi, hogy Plinius leveleinek műfaji jellegzetességét az adja, hogy bennük a meglévő irodalmi műfajok „sokféleképpen kereszteződhetnek egymással: a skála a történetírás és a szónoklat igényes formáitól a mezőgazdasági kérdések kezeléséig és a köznapi, tréfás csevegésig ér el.”
A levélgyűjtemény rendezési elve a változatosság, a levélről-levélre való folytatás, a kontrasztok révén egyes erkölcsi tanulságok kiélezése.

## Ismertebb levelei
A levelek történeti jelentőségét az adja, hogy bemutatják az I-II. század jelesebb közéleti szereplőit (idősebb Plinius, Suetonius, Tacitus, Cassius Dio), továbbá bemutatják, miképp gondolkodott egy tipikus római a saját korának új, elsősorban vallási jelenségeiről. A levelek bepillantást adnak továbbá a principátus kori állami adminisztráció működésébe, illetve megvilágítják az egyes helytartók hatáskörének szűkre szabott korlátait is.

### AVezúvkitörése
A Vezúv kitöréséről Plinius két levélben számol be: a VI. könyv 16. és a VI. könyv 20. levelében. Mindkét levélben Tacitus készülő műve számára foglalja össze a Vezúv kitörésének történetét, melyben az idősebb Plinius is életét vesztette. Az idősebb Plinius a Misenumban állomásozó flotta parancsnoka volt 79-ben, amikor augusztus 24-én ifjabb Plinius anyja közölte vele, hogy a Nápolyi-öböl túlsó partján lévő Vezúv felett nagy és furcsa felhő tünt fel. Az idősebb Plinius tudósi indíttatásból felszereltetett egy gyorsnaszádot, hogy közelebbről vizsgálja meg a jelenséget. Egyik barátja, a Pompeiben lakó Tuscus felesége, Rectina segélykérő levelére azonban "életmentő akciókra" utasítja a hajóhadat. Idősebb Plinius a kedvező szél segítségével eljutott Stabiaebe, ahonnan a kedvezőtlen széljárás miatt viszont már nem tudott visszajutni. Barátjának, Pomponianusnak a villájában halt meg kéngáz-mérgezésben.

#### Idősebb Plinius halála
Ifjabb Plinius a levél nem idézett részében hangsúlyozza, hogy nagybátyja mindvégig megőrizte nyugalmát. Hogy lelket öntsön a többiekbe, Pomponianus villájának fürdőjébe vitette magát, közben pedig bátorító szavakat mondott a rettegőknek, majd lefeküdt aludni. Egy idő után azonban már nem lehetett tovább a házban maradni.
(Pomponius és az idősebb Plinius) Közösen megbeszélik, hogy a házban maradjanak-e, vagy a szabadban járkáljanak; mert a gyakori és erős földlökésektől meginogtak a házak, és mintha kimozdultak volna helyükből, ide-oda hajladoztak. A szabad ég alatt viszont a tajtékkövek hullásától kellett tartaniuk, bár ezek könnyűek és likacsosak voltak. Így azután, összehasonlítva a veszélyeket, az utóbbit választották; nagybátyám, mert az erősebb érv a gyengébbet, a többiek, mert a nagyobb félelem a kisebbet győzte le bennük. Párnákat tettek a fejükre, és kendőkkel lekötötték; így védekeztek a kőeső ellen. Máshol már felkelt a nap, ott sötétebb és sűrűbb volt az éj, mint bármikor; csak lángcsóvák és különböző fényjelenségek enyhítették. Elhatározták, hogy kimennek a partra, és közelről nézik meg, lecsillapodott-e már valamennyire a tenger; de még mindig viharos és haragos volt. Ő (ti. Idősebb Plinius) egy leterített vitorlára heveredett, s újra meg újra hideg vizet kért és ivott. Mikor azután a lángok és a kéngőz, a lángok hírnöke miatt a többiek futásnak eredtek, ő is felkelt. Két szolgájára támaszkodva felállt, de nyomban összerogyott; gondolom, a sűrű gőz akadályozta a lélegzésben, és elzárta légzőcsövét, amely amúgy is beteg, szűk volt, úgyhogy gyakran fulladozott. Mikor a harmadik napon az után, amelyet ő utoljára látott, visszatért a nappali világosság, megtalálták a testét, épen, sértetlenül, úgy felöltözve, ahogy volt. Külsejéről inkább alvónak, mint halottnak látszott.

#### Avulkánkitöréseksorán végbemenő jelenségek
Plinius levelében érzékletesen mutatja be a vulkánkitörés során végbemenő jelenségeket, ezért ezt a beszámolót tekintik az egyik első valódi vulkanológiai leírásnak:

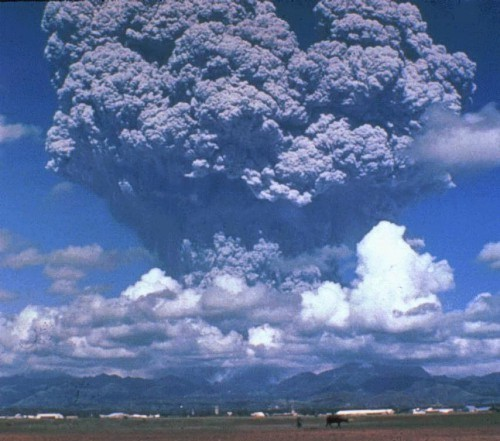
A Pinatubo 1991. június 12-i VEI 6-os fokozatú kitörése

(A felhő) Alakja leginkább a lombos fenyőéhez hasonlított, mert hosszan magasba nyúló „törzse” fent mintegy szerteágazott, bizonyára azért, mert a kitörő gőz ereje felhajtotta, majd, amikor az csökkent, s már nem emelte, vagy talán saját súlyánál fogva is, széltében elömlött. Olykor fehér volt, olykor szennyes és foltos, aszerint, hogy földet vagy hamut kapott fel.
Ahogy közeledtek, egyre forróbb és sűrűbb hamu hullott a hajóra, majd tajtékkövek meg fekete és átizzott, a tűzben megrepedezett kődarabok.Hirtelen zátony meredt eléjük, és hegyomlás zárta el a partot.
Közben a Vesuvius hegyéből több helyen széles lángnyelvek és magas tűzoszlopok csaptak fel; vakító fényüket még növelte az éjszaka sötétsége.
a gyakori és erős földlökésektől meginogtak a házak, és mintha kimozdultak volna helyükből, ide-oda hajladoztak. A szabad ég alatt viszont a tajtékkövek hullásától kellett tartaniuk, bár ezek könnyűek és likacsosak voltak

### Plinius beszámolója a keresztény szekta terjedéséről
Plinius részletesen beszámol Traianus császárnak a kereszténység térhódításáról. Mint minden új vallási jelenséggel szemben, úgy a kereszténységgel szemben is megfigyelhetjük a rómaiak gyanakvását. Plinius beszámol vizsgálatainak eredményéről is. Feljelentés alapján nem ítélt el senkit, a magukat keresztényeknek vallókat felszólította Jézus megtagadására, akik pedig erre nem voltak hajlandóak, azokat pedig a törvényeknek megfelelően kivégeztette.
A jelentések szerint azonban az a legnagyobb vétkük vagy eltévelyedésük, hogy bizonyos meghatározott napon hajnalhasadta előtt összegyülekeznek, és váltakozva karban énekelnek az istennek hitt Krisztus tiszteletére, és esküvel kötelezik magukat, nem ám valami gaztettre, hanem arra, hogy nem lopnak, nem rabolnak, nem követnek el házasságtörést, nem szegik meg esküjüket, a rájuk bízott letét kiadását felszólítás esetén nem tagadják meg: ennek végeztével pedig rendszerint szétszélednek; majd ismét összejönnek, hogy közösen fogyasszák el közönséges és ártatlan lakomájukat; ezt azonban abbahagyták, miután parancsodra betiltottam a titkos társaságokat. Éppen ezért annál szükségesebbnek tartottam, hogy két szolgálóleányból - ezeket ők diakonisszáknak nevezik - még kínvallatás árán is kivegyem az igazságot. Nem találtam bennük egyebet ostoba, határtalan babonaságnál.

## Magyarul megjelent művei
- Selectae epistolae / Válogatott levelek M. Tullius Ciceróból és K. Plinius Cecilius szekundusból; ford. Grosser Ker. János; Grünn, Szeged, 1816
- Plinius Caecilius Secundus, C. levelei. 1-3. füz.; ford., jegyz. Dankovits Béla; Aczél, Bp., 1930
- Levelek; ford. Borzsák István et al., jegyz. Simon Róbert, utószó Szepessy Tibor; Magyar Helikon, Bp., 1966
- Caius Plinius Caecilius Secundus: Levelek; fordító Borzsák István, Maróti Egon, Muraközy Gyula, Szepessy Tibor (Bibliotheca classica) Budapest. Európa Kiadó, 1981. ISBN 963-07-2377-8. Online: http://mek.oszk.hu/06100/06177/
- Panegyricus. Traianus császár dicsőítése. Fordítás, utószó, jegyzetek Hoffmann Zsuzsanna. JATE BTK Jegyzet, Szeged, 1990. ISBN 963-9640-05-0
- Cajus Plinius Secundus: Panegyricus – Traianus császár dicsőítése (ford., jegyz., utószó Hoffmann Zsuzsanna), Lectum Kiadó, Szeged, 2006, ISBN 9789639640054, 178 p

## Linkek
- http://mek.niif.hu/04700/04714/html/falusantik3106.html

| Elődei: Quintus Acutius Nerva (suff) és Lucius Fabius Tuscus (suff) | Consul 100. szept–okt. (suff) collega: Caius Cornutus Tertullus | Utódai: Lucius Aelianus Celer (suff) és Tiberius Sacerdos Iulianus (suff) |